# Тартас (виконтство)
Тартас (фр. Vicomté de Tartas) — виконтство в Гаскони, севернее Дакса. Столица — город Тартас (окс. Tartàs).
Известно со второй половины 10 века. В 1196 году виконты Тартаса стали также виконтами Дакса.
В 1312 году виконтство Тартас присоединено к сеньории Альбре.

## Список виконтов Тартаса
- 986: Ареитор (Арретор)
- 1013:Раймон
- 1080: Раймон-Робер I
- 1084:Гильом Раймон
- 1095: Раймон-Арно
- 1100: Раймон
- 1122: Робер
- 1167: Раймон-Робер II, сын Робера;
- 1170/1185: Матильда, жена Раймона-Робера II, получила часть виконтства в качестве вдовьей доли.
- Робер III Раймон, сын Раймона-Робера II и Матильды, упоминается в 1177 году.
- ок. 1194—1210: Арно-Раймон II, в 1196 г. путём женитьбы присоединил к своим владениям виконтство Дакс. После 1210 года принял священнический сан. Умер в 1239 году.
- ок. 1210-1248/52: Раймон-Арно
- 1248/52—1272/75: Пьер де Дакс
- 1272/75—1283: Жан де Дакс
- 1283—1294: Раймон-Робер III
- 1295—1312: Арно-Раймон III, последний виконт Тартаса. В 1309 году продал свои владения тестю — Аманьё VIII д’Альбре.